# Günther Großer
Günther Alfred Hans Großer (* 19. Juli 1930 in Dresden) ist ein deutscher Philosoph.

## Leben
Von 1949 bis 1952 studierte er Marxismus-Leninismus an der Universität Leipzig. Nach der Promotion 1957 zum Dr. phil. in Wissenschaftlichem Sozialismus an der Karl-Marx-Universität Leipzig bei Rudolf Arzinger und Robert Wilhelm Schulz und der Habilitation 1964 für Wissenschaftlichen Sozialismus an der Karl-Marx-Universität Leipzig bei Hans Beyer, Robert Wilhelm Schulz und Felix-Heinrich Gentzen dort war er von 1969 bis 1990 ordentlicher Professor für Wissenschaftlichen Sozialismus.

## Schriften (Auswahl)
- Das Bündnis der Parteien. Herausbildung und Rolle des Mehrparteiensystems in den europäischen sozialistischen Ländern. Berlin 1967, OCLC 915413955.
- (Hrsg.): Nationale Front des demokratischen Deutschland. Sozialistische Volksbewegung. Handbuch. Berlin 1969, OCLC 1150386826.
- Der Gegenstand des wissenschaftlichen Kommunismus. Methodologische Probleme seiner Bestimmung. Berlin 1981, OCLC 9132815.
- mit Frank Berg, Horst Dörrer, Ulrich Geißler, Bernd Kaden, Günter Mahn, Harri Pawula, Rolf Reißig, Wolfgang Schneider, Lilo Steitz, Hans-Ulrich Walter, Gerhard Wolter, Helmut Zapf und Peter Zotl: Wissenschaftlicher Sozialismus. Lehrbuch für das marxistisch-leninistische Grundlagenstudium. Berlin 1989, ISBN 3-326-00413-3.